# لونغ جون سيلفر (فلم)
لونغ جون سيلفر (بالإنجليزية: Long John Silver) هو فيلم أسترالي أصدر عام 1954 عن قرصان جزيرة الكنز الشهير.
تم تصوير الفيلم بالألوان بستوديوهات بايجوود في سيدني. وأنتجت نفس الشركة مسلسلا تلفزيونيا ذا 26 حلقة بنفس الممثلين، اسمه مغامرات لونغ جون سيلفر. كان بايرون هاسكين قد أخرج جزيرة الكنز عام 1950، بروبرت نيوتن في دور سيلفر.

## ممثلون
- روبرت نيوتن في دور لونغ جون سيلفر
- كيت تايلور في دور جيم هوكينز
- كوني غيلكريست في دور بيوريتي بينكر
- لويد بيريل في دور ميندوزا
- غرانت تايلور في دور باتش
- رودني تايلور في دور إزرايل هاندز
- هارفي آدامز في دور المحافظ هنري سترونغ
- موريل ستينبيك في دور السيدة سترونغ
- هنري غيلبرت في دور بيلي بوليغز
- جون برانسكيل في دور أولد سترينغلي
- إريك رايمان في دور تريب فينر
- هاري هامبلتون في دور بيغ إريك
- سيد تشامبرز في دور نيد شيل
- جورج سيبمسون ليتل في دور القبطان آسا ماكدوغال
- توني أربينو في دور قرصان ميندوزا
- آل توماس في دور قرصان ميندوزا

## وصلات خارجية
- لونغ جون سيلفر على موقع IMDb (الإنجليزية)
- لونغ جون سيلفر على موقع روتن توميتوز (الإنجليزية)
- لونغ جون سيلفر على موقع ألو سيني (الفرنسية)
- لونغ جون سيلفر على موقع Turner Classic Movies (الإنجليزية)
- لونغ جون سيلفر على موقع أول موفي (الإنجليزية)
- لونغ جون سيلفر على موقع فيلمافينيتي (الإسبانية)
- لونغ جون سيلفر على موقع قاعدة بيانات الأفلام السويدية (السويدية)
- لونغ جون سيلفر على موقع قاعدة بيانات الفيلم (الإنجليزية)
- لونغ جون سيلفر على موقع ليتربوكسد (الإنجليزية)
- لونغ جون سيلفر على موقع كينوبويسك (الروسية)